# Punts extrems de Luxemburg

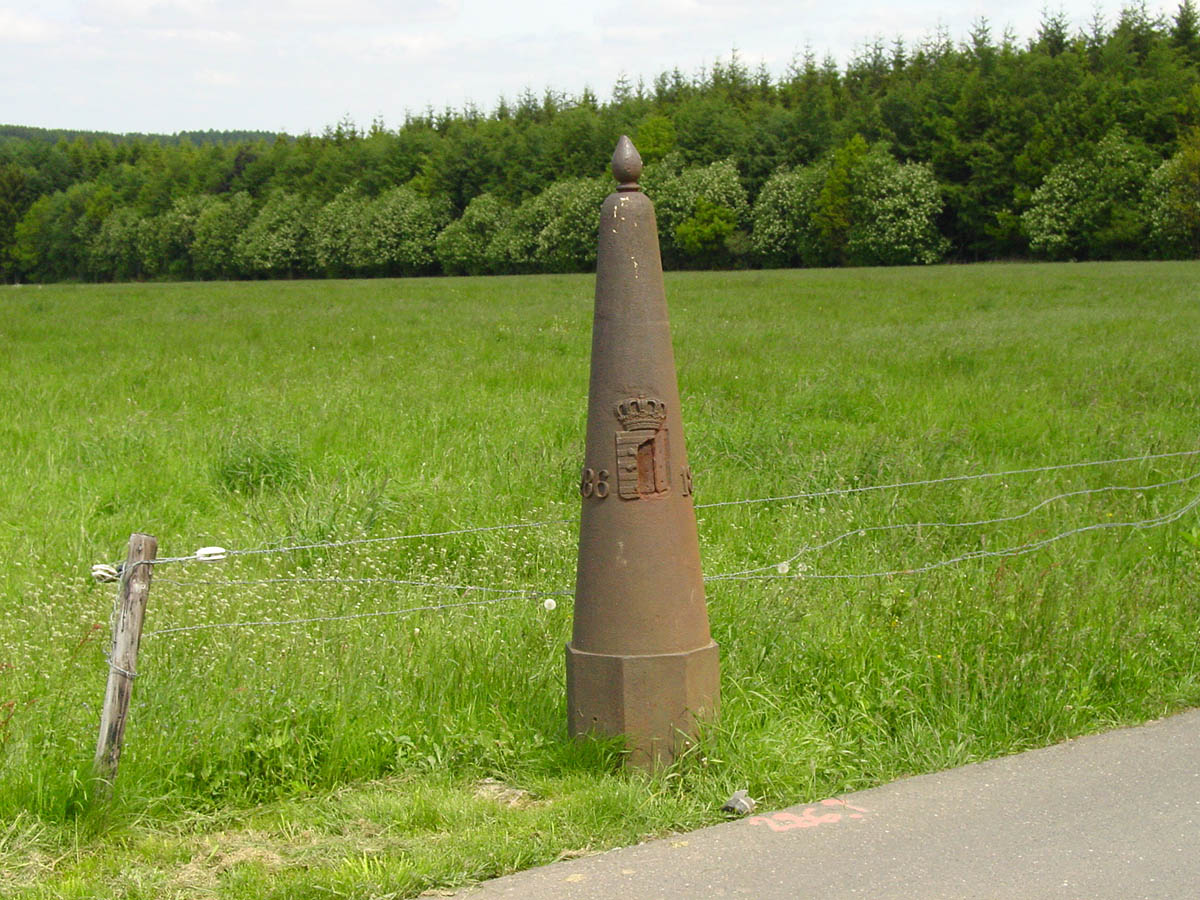
El punt més meridional de Luxemburg

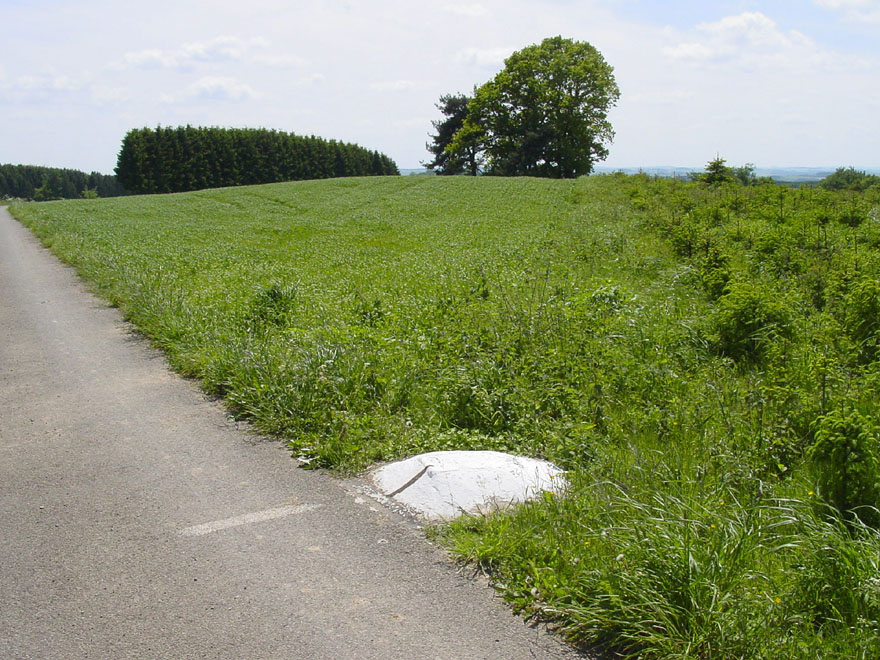
Kneiff, el punt més alt del país

Aquesta és la llista de punts extrems de Luxemburg: els punts que són més al nord, sud, est o oest, així com els punts referents a l'altitud.

## Latitud i longitud
- Nord : (50° 10′ 58.6″ N, 6° 1′ 28.66″ E / 50.182944°N,6.0246278°E) Schmëtt
- Sud : (49° 26′ 52″ N, 6° 02′ 0″ E / 49.44778°N,6.03333°E) prop de Rumelange
- Oest : (49° 49′ N, 6° 32′ E / 49.817°N,6.533°E) al riu Sauer prop de Rosport[1]
- Est : (49° 54′ N, 5° 44′ E / 49.900°N,5.733°E) prop de Surré

## Altitud
- Màxima : Kneiff, aTroisvierges (50° 09.439′ N, 6° 02.220′ E / 50.157317°N,6.037000°E), 559,8 metres[2]
- Minima : confluència dels rius Sauer i Moselle a Wasserbillig (49° 42′ 47″ N, 6° 30′ 23″ E / 49.713°N,6.5065°E), 129,9 metres[3]